# رابرت بنسون
رابرت بنسون (انگلیسی: Robert Benson; ۱۸ مهٔ ۱۸۹۴ – ۷ سپتامبر ۱۹۶۵) بازیکن هاکی روی یخ اهل کانادا بود.